# Mariotto di Cristofano

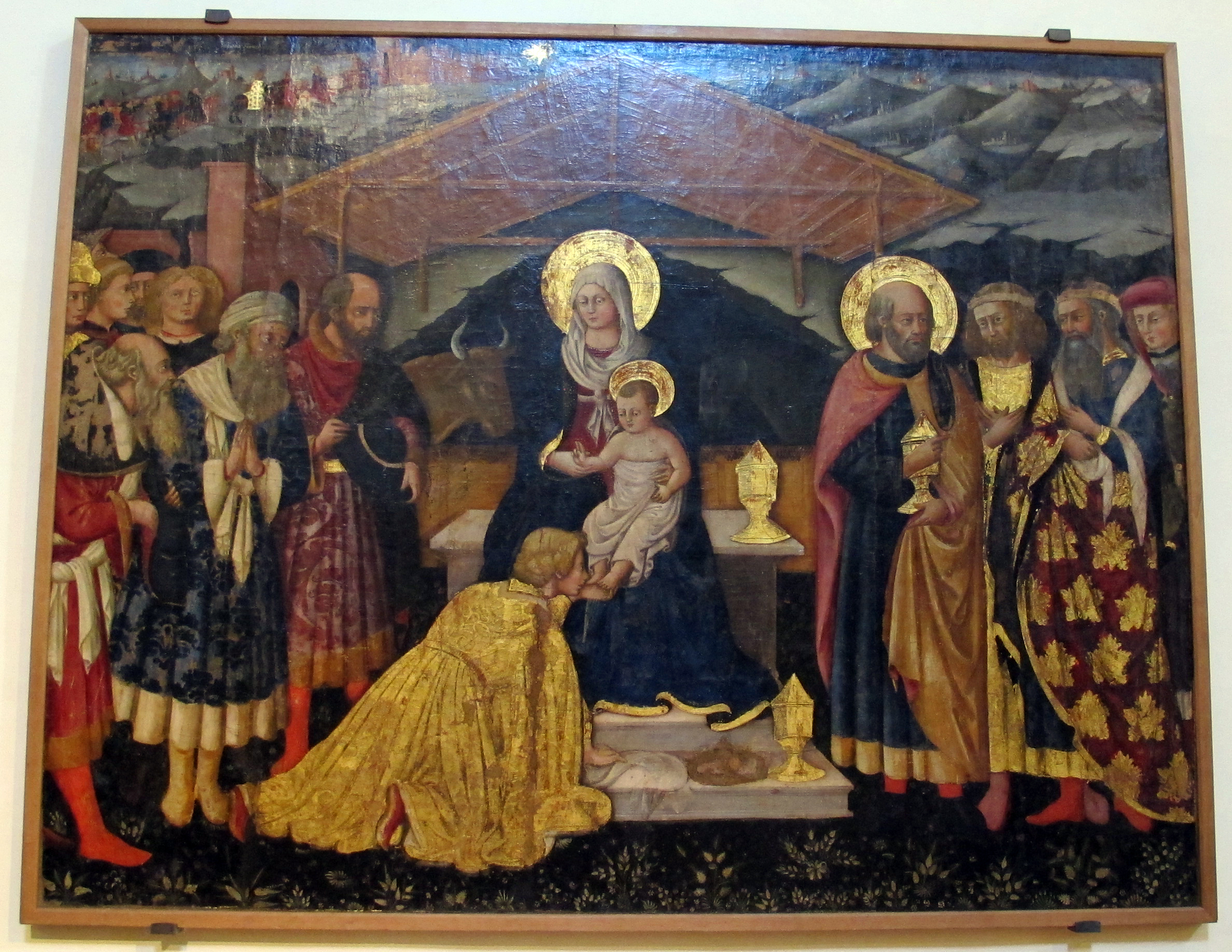
Tableau de Mariotto di Cristofano

Mariotto di Cristofano (San Giovanni Valdarno, 1393 – Florence, 1457) est un peintre italien de l'école florentine.

## Biographie
Mariotto di Cristofano est inscrit à l'Arte dei Legnaioli comme  chofanaio en 1419 et est spécialisé comme décorateur de panneaux  de cassone.
En 1421 il épouse Caterina, demi-sœur de Masaccio ; cette proximité n'influence pas son style.
Par contre le retable exposé à l'Accademia de Venise, probablement daté de 1440, emprunte certains traits stylistiques à Fra Angelico et Bicci di Lorenzo qui fut peut-être son maître.

## Œuvres
- Christus patiens[2] (tra la Madonna e Santa Lucia), Museo della Basilica di S. Maria delle Grazie a S. Giovanni Valdarno.
- Visita di S. Eliabetta e un Santo Martire, fresque, Loro Ciuffenna.
- Pietà con quattro santi, Carda frazione de Castel Focognano.
- Scènes de la vie du Christ et de la Vierge, 1440, détrempe sur bois, 225 × 175 cm, Gallerie dell'Accademia de Venise. Retable qui provient de l'église Saint-André de Doccia (près de Florence).

## Sources
- (it) Cet article est partiellement ou en totalité issu de l’article de Wikipédia en italien intitulé « Mariotto di Cristofano » (voir la liste des auteurs).